# Bratislavský lesní park

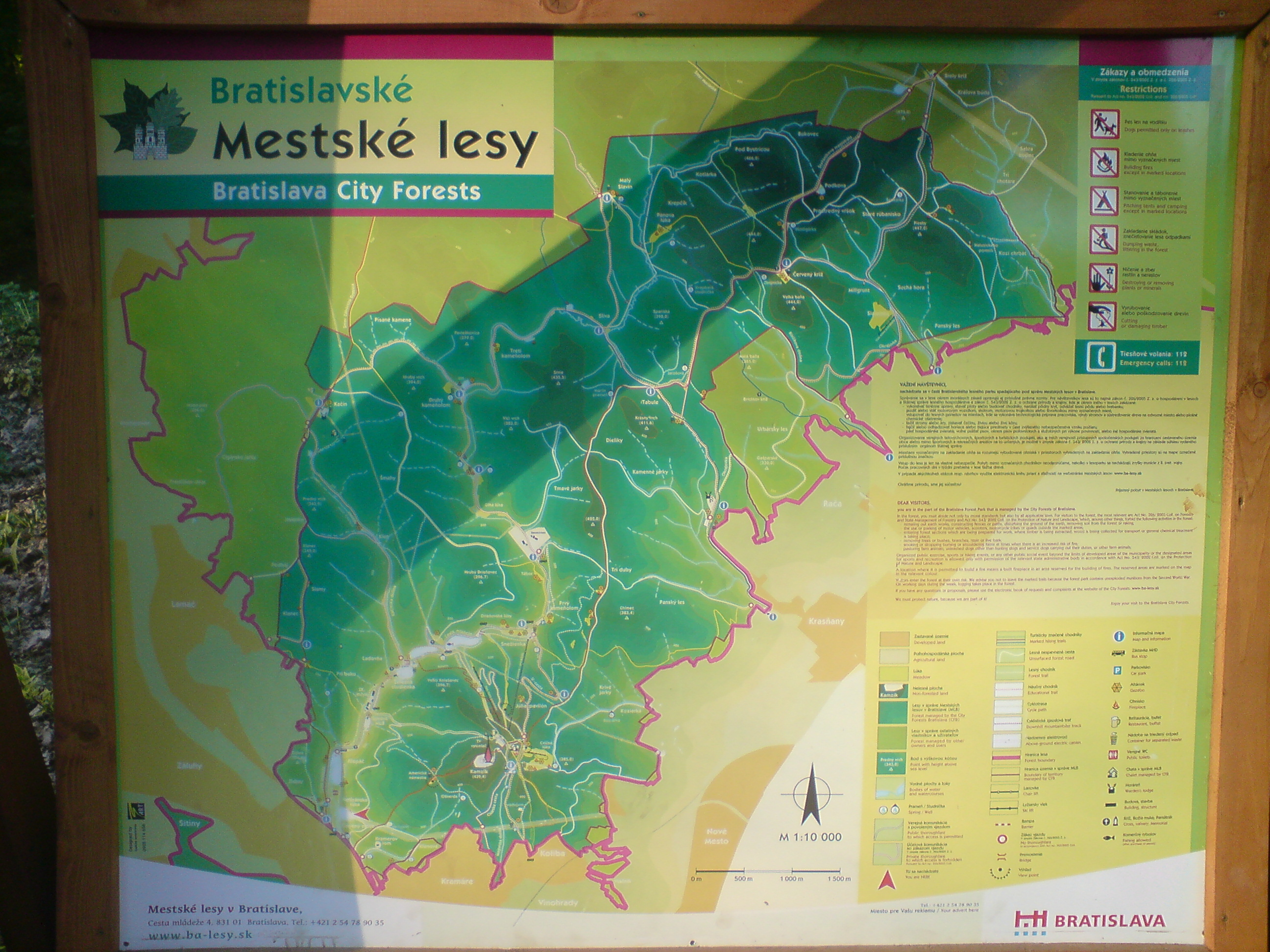
Informační tabule na Železné studánce

Bratislavský lesní park je komplex převážně listnatých lesů plnící převážně rekreační funkci v Bratislavě. Areál spravují místní Městské lesy. Na jeho území zasahují chráněné krajinné oblasti Malé Karpaty a Záhoří s mnoha přírodními rezervacemi, chráněnými areály a přírodními památkami. Podle současného stavu park zasahuje do katastrálního území Dúbravky, Karlovy Vsi, Záhorské Bystrice, Vinohrad, Starého Města a Rače.
Před přesným vymezením jeho hranic, které proběhlo v roce 2006 (nyní výměra 27 303 479 čtverečních metrů), se do parku zařazovaly i Dunajské luhy.
Mezi hlavní střediska Bratislavského lesního parku patří Železná studienka a Koliba, které jsou propojeny sedačkovou lanovkou na Kamzík.